# マハトマ・ガンディー像 (サンフランシスコ)
Mohandas K. Gandhi（モーハンダース・K・ガンディー）は、1988年にZlatko PaunovとSteven Loweによって制作されたマハトマ・ガンディーの銅像である。サンフランシスコにあるサンフランシスコ・フェリービルディングの北東に位置している。銘板が設置されているブロックの上に建てられていて、高さは8フィート (2.4 m) である。この彫刻は、ガンディー記念国際財団からサンフランシスコ市に寄贈された。

## 評価
この彫刻は、1988年10月3日、アート・アグノスサンフランシスコ市長によって公開された。1990年には、同じ彫刻家によってつくられた似たような彫刻が、ホノルルのカピオラニ公園で公開された。
クリス・ロデルはMSNBCに、ベジタリアンだったガンディーの像は、毎週ファーマーズマーケットが開催されるプラザにふさわしいと寄稿した。
2010年、インドの少数派に対する抑圧に反対する、「インド少数派のための団体」は、ガンディーは「暴力的な衝動をかくまった」人種差別主義者だとして、彫刻の撤去を求めた。

彫刻はいたずら行為の的になっている。メガネはよく盗まれており、杖は何回か壊されたことがある。

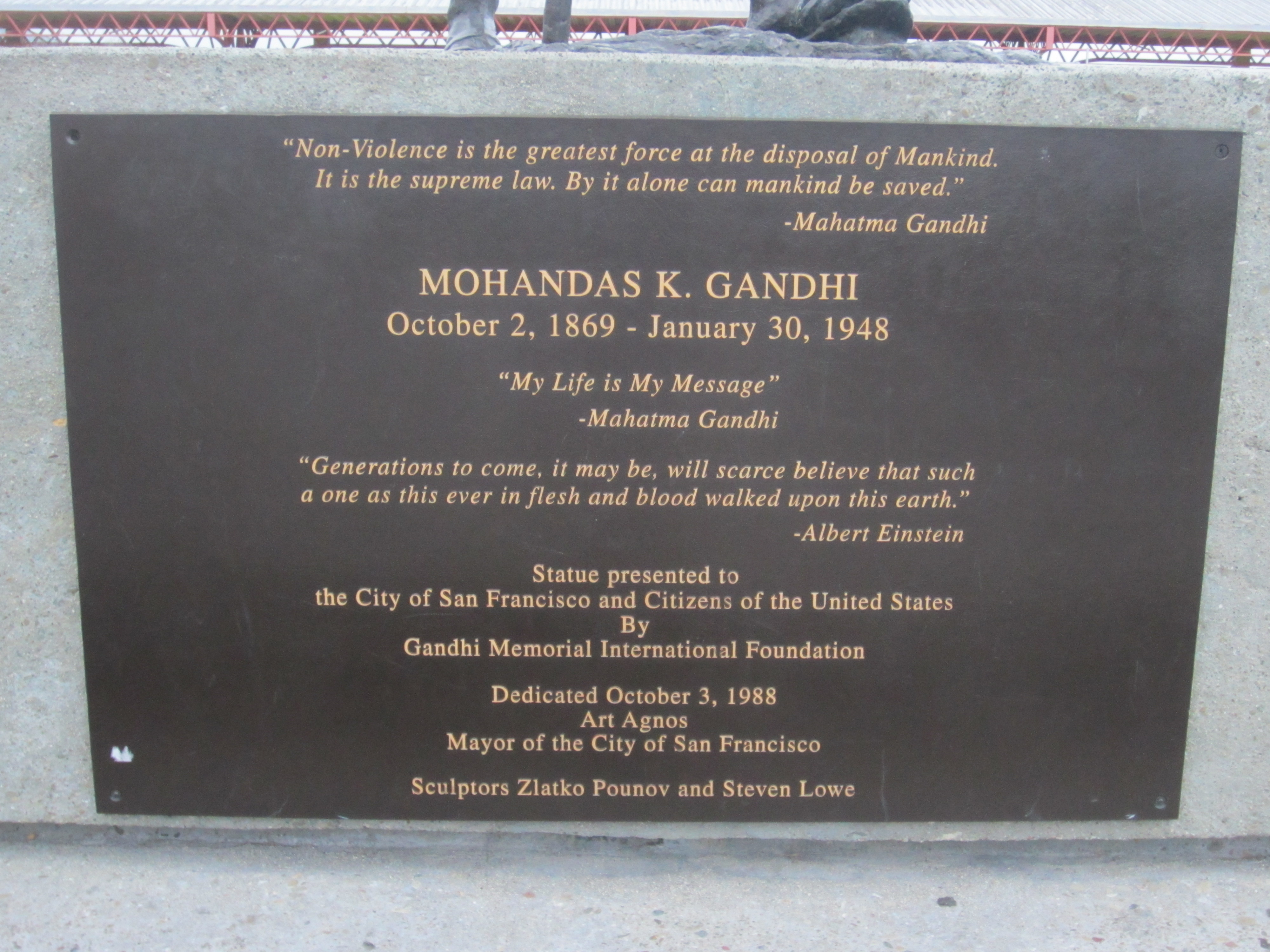
銘板
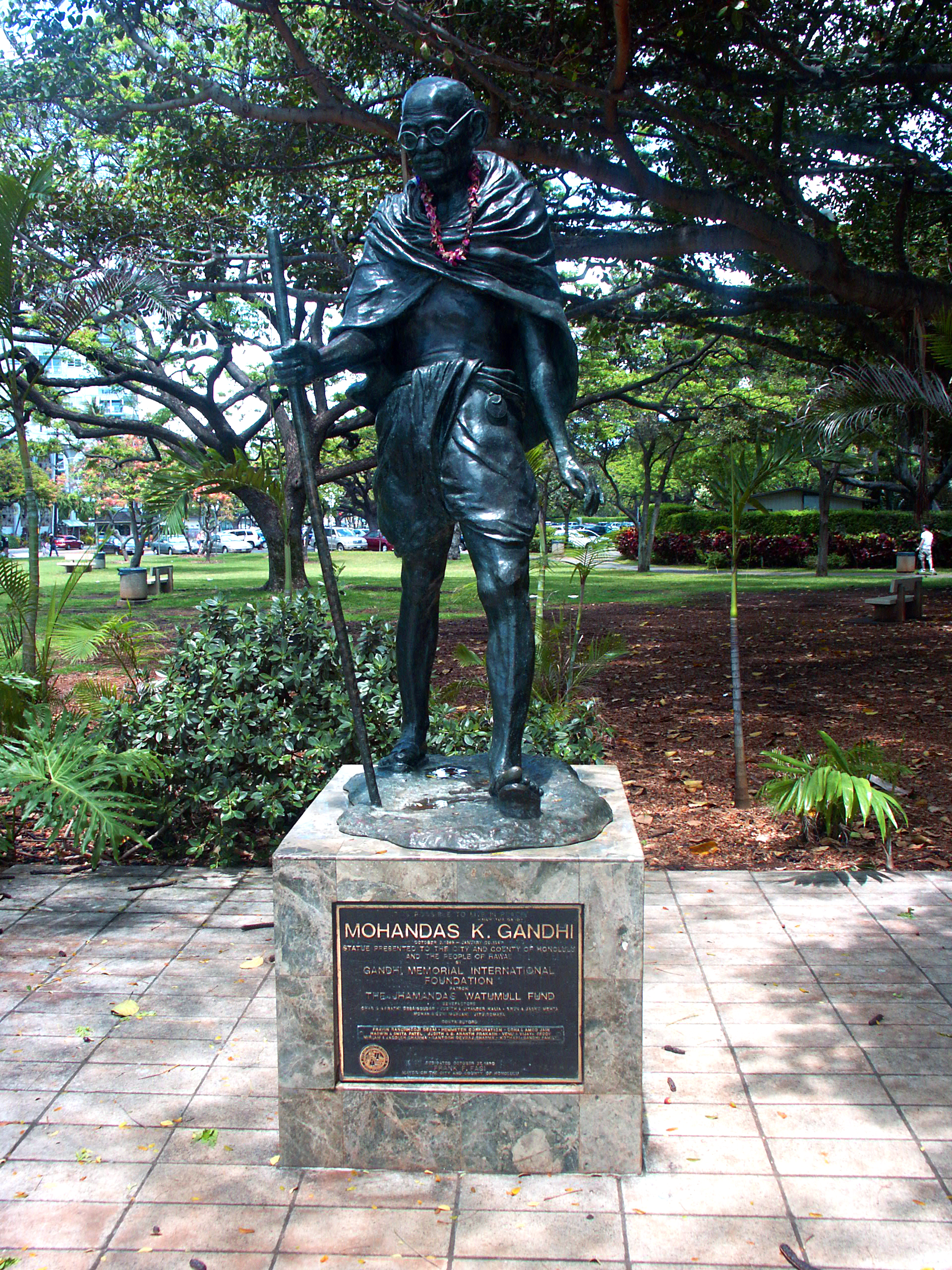
ハワイの像